# Juli 2010
| Juli 2010 |
| Månader under 2010: Januari · Februari · Mars · April · Maj · Juni · Juli · Augusti · September · Oktober · November · December ← December 2009 · Januari 2011 → |

## Händelser
- 1 juli
  - Efter beslut i Sveriges riksdag den 16 juni 2009 avskaffas den svenska allmänna värnplikten,[1] som har funnits sedan 1901, i fredstid och ersättas med en frivillig grundläggande soldatutbildning.[2]
  - Det svenska kårobligatoriet avskaffas och därmed blir det frivilligt för studenter vid universitet och högskolor i Sverige att vara medlemmar i en studentkår.
  - Bandit Rock tar över större delen av Lugna Favoriters sändningsområden. Hädanefter ska Lugna Favoriter koncentreras till Stockholm.
- 4 juli – Bronisław Komorowski väljs till Polens president.
- 7 juli – Sveriges arbetsmarknadsminister Sven-Otto Littorin avgår av privata skäl. Han ersätts tillsvidare av migrationsminister Tobias Billström.

- 11 juli

Startelvorna i VM-finalen i fotboll 2010 mellan Spanien och Nederländerna.

  - Spanien blir världsmästare i fotboll i Sydafrika genom att besegra Nederländerna med 1-0 i finalen, vilket är Spaniens första slutseger i turneringen.
  - Total solförmörkelse, från Jorden endast synlig i södra Stilla havet (särskilt Påskön) och Sydamerika.
- 13 juli – I Nordirlands största stad Belfast utbryter kravaller mellan protestantiska extremister och kravallpolis.
- 29 juli – Allvarliga skogsbränder utbryter i Ryssland efter extrem värmebölja.

### Fotnoter
1. ↑  Sveriges Television 16 juni 2009 - Värnplikten avskaffas
2. ↑  Sveriges Television 16 juni 2009 - Allmänna värnplikten skrotas